# Ølgods kommun
Ølgods kommun (danska: Ølgod Kommune) var en kommun i dåvarande Ribe amt i västra Danmark. Kommunen hade 11 398 invånare (2004). Tätorten Ølgod utgjorde kommunens centralort.

## Administrativ historik
Ølgods kommun bildades inför kommunreformen 1970 genom en frivillig sammanslagning av de tre landskommunerna Hodde, Tistrup och Ølgod. Vid själva kommunreformen tillfördes även huvuddelen av Ansagers landsommun (byarna Ansager och Skovlund).
Den 1 januari 2007, som en del av kommunreformen 2007, gick Ølgods kommun, tillsammans med kommunerna Blåbjerg och Blåvandshuk samt huvuddelen av Helle kommun, upp i Varde kommun.

## Socknar
Inom Danska folkkyrkan var dåvarande Ølgods kommun indelad i sex socknar:
- Ansagers socken
- Hodde socken
- Skovlunds socken
- Strellevs socken
- Tistrups socken
- Ølgods socken

Socknarna ingår i Varde prosteri i Ribe stift.

## Borgmästare
- Alfred Jeppesen, 1 april 1970–31 mars 1978[3]
- Christian Rotvig Jensen, 1 april 1978–31 december 1985[3]
- Harry Hansen, 1 januari 1986–31 december 1997[3]
- Erik Buhl Nielsen, 1 januari 1998–31 december 2006[3]

Denna lista hämtas från Wikidata. Informationen kan ändras där.

## Bilder

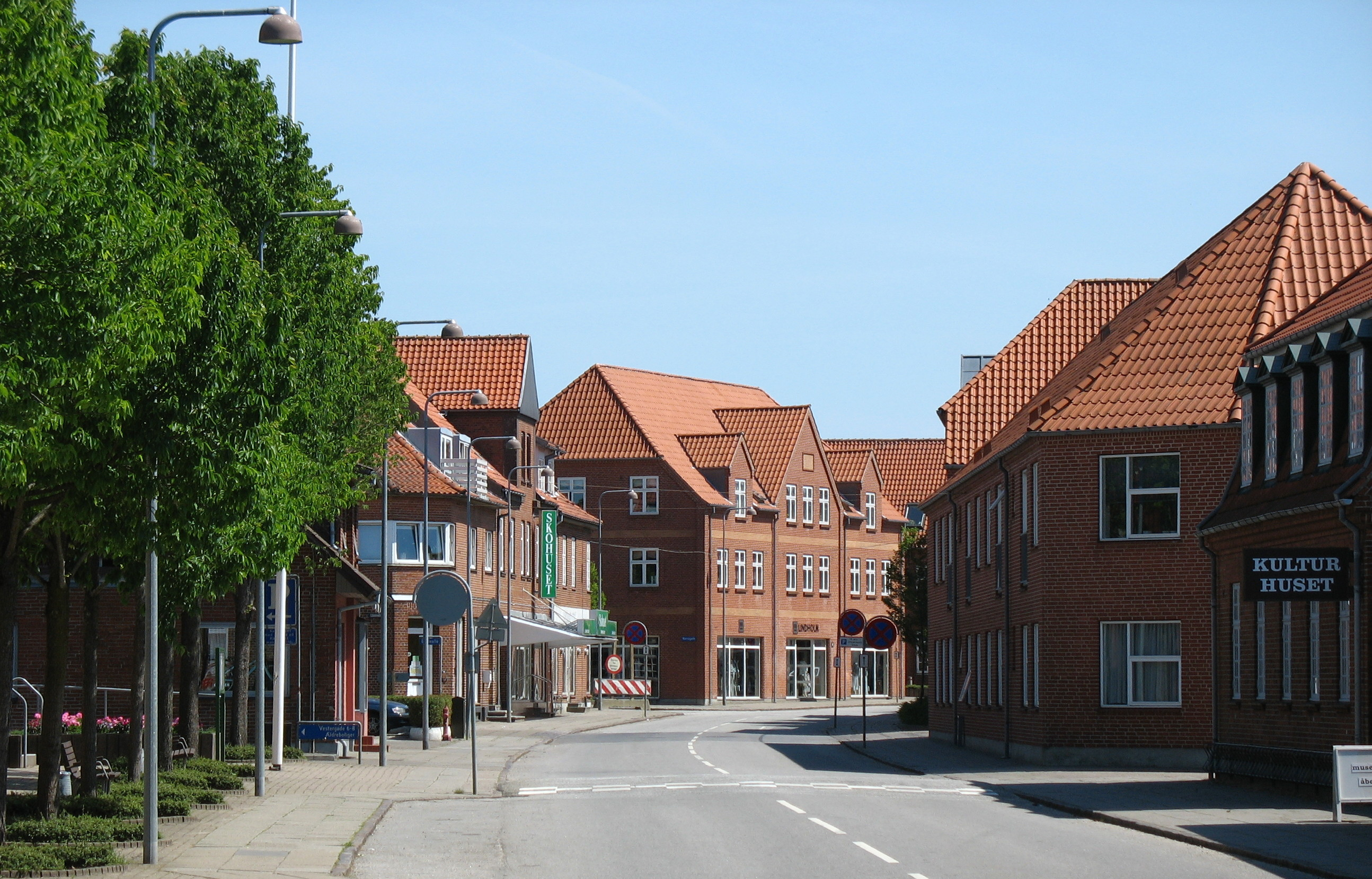
Vestergade i Ølgod.
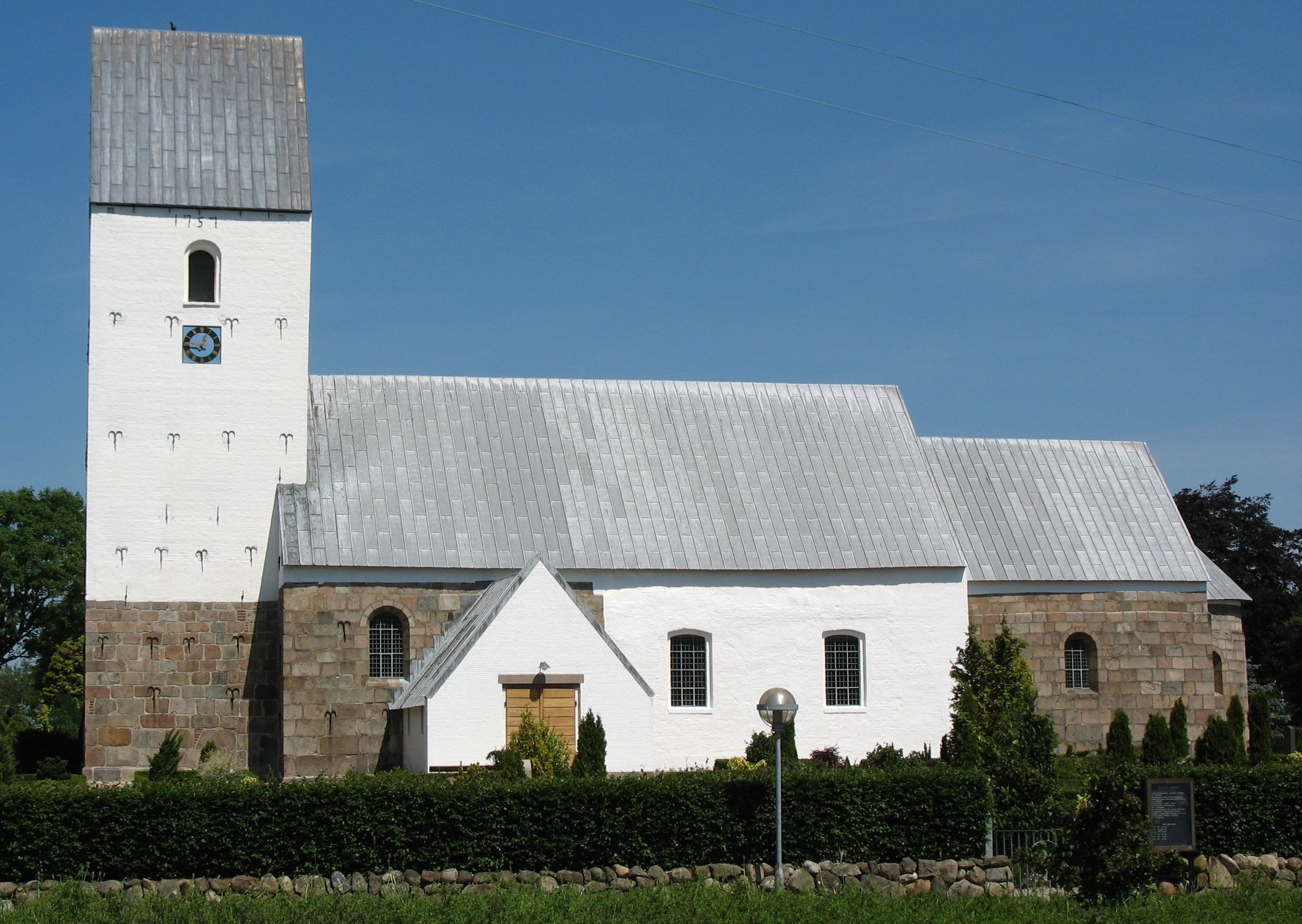
Ølgods kyrka.